# Last Time Around
Last Time Around es el tercer y último álbum de estudio del grupo de folk rock Buffalo Springfield, publicado por Atco Records en 1968.
Last Time Around fue publicado para cumplir los términos contractuales del grupo con la discografía. Por la época, el grupo estaba disuelto de facto, por lo que en ningún tema del disco aparece el grupo en su conjunto. En este mismo sentido, la fotografía de la portada es un montaje a partir de fotos individuales.
A pesar de que el rostro y el nombre de Bruce Palmer fue omitido del álbum, aparece en seis de los temas: «On the Way Home», «It's So Hard to Wait», «Pretty Girl Why», «Uno Mundo», «Merry-Go-Round» y «Questions».

## Lista de canciones
| N.º | Título                       | Escritor(es)  | Duración |  |
| 1.  | «On the Way Home»            | Young         | 2:25     |  |
| 2.  | «It's So Hard to Wait»       | Furay, Young  | 2:03     |  |
| 3.  | «Pretty Girl Why»            | Stills        | 2:24     |  |
| 4.  | «Four Days Gone»             | Stills        | 2:53     |  |
| 5.  | «Carefree Country Day»       | Messina       | 2:35     |  |
| 6.  | «Special Care»               | Stills        | 3:30     |  |
| 7.  | «The Hour of Not Quite Rain» | Callen, Furay | 3:45     |  |
| 8.  | «Questions»                  | Stills        | 2:52     |  |
| 9.  | «I Am a Child»               | Young         | 2:15     |  |
| 10. | «Merry-Go-Round»             | Furay         | 2:02     |  |
| 11. | «Uno Mundo»                  | Stills        | 2:00     |  |
| 12. | «Kind Woman»                 | Furay         | 4:10     |  |

## Personal
- Richie Furay: guitarra y voz
- Dewey Martin: batería
- Jim Messina: bajo y voz
- Stephen Stills: guitarra, piano, órgano, bajo, percusión y voz
- Neil Young: guitarra, armónica, piano y voz
- Bruce Palmer: bajo
- Buddy Miles: batería
- Jimmy Karstein: batería
- Gary Marker: bajo
- Rusty Young: pedal steel guitar
- Richard Davis: bajo

## Posición en listas
| Año  | País           | Lista                | Mejor posición |
| ---- | -------------- | -------------------- | -------------- |
| 1968 | Estados Unidos | Billboard Pop Albums | 42             |